# التعددية الثقافية في أذربيجان
التعددية الثقافية -والكثير من الحضارة هي الكلمة التي تحدد مجتمعا يعيش فيه العديد من الثقافات المختلفة معا. وعززت تضامن الثقافات المختلفة التي تعيش في جغرافية أذربيجان.

## نشاط مؤسسة حيدر علييف
التعايش بين ممثلي جميع اللغات والأديان والثقافات والإثنوس على أساس تكافؤ الفرص في أراضي الجمهورية وتحديد الرفاه المستقبلي الذي يهدف إلى تطوير العلم والتعليم والتشريع ورأس المال البشري باعتباره أحد القضايا الرئيسية لهذه السياسة في تشكيل علاقات أذربيجان مع البلدان الأخرى، فضلا عن كونها دولة نموذجية يتم فيها ضمان التعددية الثقافية، فقد حولت هذه القيم إلى مركز للخطاب الدولي. وفي 15 تشرين الثاني / نوفمبر 2013، أشار الرئيس إلهام علييف خلال مراسم افتتاح المركز الأرثوذكسي الثقافي والثقافي في باكو وأذربيجان إلى أن افتتاح هذا المركز هو مؤشر على العلاقات بين الأديان في أذربيجان .وهذه الحقيقة تثبت مرة أخرى أن أذربيجان بلد متسامح ومتعدد الطوائف، كما أنها مثال على دعم الدولة لتنمية الآراء الدينية في المنطقة على الخط المتصاعد .افتتاح مجمع تعليمي للأطفال اليهود في باكو، ترميم الكنيسة في سراديب الموتى الرومانية المقدسة من قبل مؤسسة حيدر علييف في أستراخان إنشاء مدرسة اليوم أوهر أفنير تشاباد للأطفال والمعارض اليهودية من قبل الصحفي العالمي الشهير رضا دغاتي.إن تنظيم الخطاب بشأن التعددية الثقافية يشكل تحديا للعدالة والسلام في العالم. وأشارت السيدة مهريبان ألييفا ، رئيسة مؤسسة حيدر علييف ، النائبة إلى أن التسامح والتسامح واحترام تنوع الثقافات العالمية قديم وأنه لم يبذل سوى جهود لجمع الناس من خلال الحوار والتسامح.

## المفهوم السياسي الوطني
ونتيجة للسياسة الهادفة للتعددية الثقافية في أذربيجان، التي حولت التعددية الثقافية إلى نظام قيم، يمثل اليوم ممثلو مختلف الثقافات في النخبة السياسية والاقتصادية والثقافية في أذربيجان، ويشاركون بصورة جذرية في حياة البلد ويشاركون بنشاط في عملية التنمية.السلافية، الأوراسيانية، الإسلام، التركية، القيم الأوروبية، وما إلى ذلك في الفترة الجيوسياسية الجديدة. إن البيئة المتسامحة لأذربيجان المتعددة الجنسيات، التي تقع على مفترق الطرق، تحول بلدنا إلى مركز حوار موحد للأمم التي تنتمي إلى ثقافات مختلفة، مع وجود جميع الآراء الدينية والسياسية لقيم التعدد الثقافي والتسامح في البلد.إن موقف أذربيجان المبدئي في العقد الأخير، والسياسة الحاسمة لرئيس الدولة، والتزام أيديولوجية الأذربيجانية بالاستقرار وتكافؤ الفرص والتضامن، حولت جمهوريتنا إلى دولة فريدة تضمن التعاون المتبادل بين الحضارات.

## الأحمر سكني

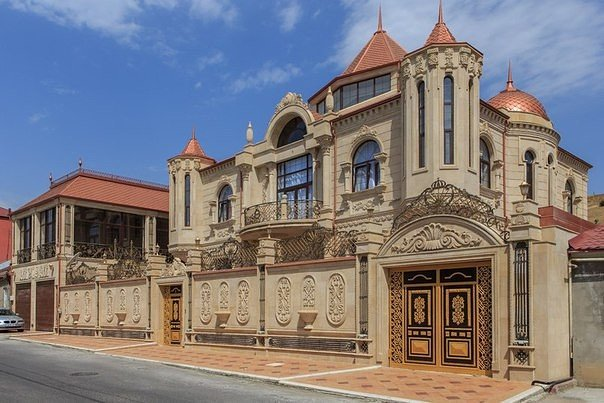
المستوطنة الحمراء (القرية الحمراء) في غوبا.

تقع القرية الحمراء في غوبا، على الطريق إلى غوسار .سكانها أساسا اليهودية. وهناك أيضا أذربيجانيون وليزغينز هنا.الناس في التسوية الحمراء يتكلمون في 3 لغات: جوديو تات، الذي يتحدث باللغة العبرية. في إحدى المدارس، يتعلم الأطفال جميع المواد باللغة الروسية.اليوم، يعيش حوالي 4-5 آلاف يهودي في كراسنايا سلوبودا.وتسعون في المائة من السكان يهوديون.